# Comuna Perșotravneve, Snihurivka
Perșotravneve (în ucraineană Першотравневе) este o comună în raionul Snihurivka, regiunea Mîkolaiiv, Ucraina, formată din satele Perșotravneve (reședința) și Trudoliubivka.

## Demografie
Componența lingvistică a comunei Perșotravneve
     Ucraineană (97,04%)
     Rusă (1,66%)
     Română (1,08%)
Conform recensământului din 2001, majoritatea populației comunei Perșotravneve era vorbitoare de ucraineană (97,04%), existând în minoritate și vorbitori de rusă (1,66%) și română (1,08%).